# 富蘭克林 (愛達荷州)
富蘭克林（英語：Franklin）是一個位於美國愛達荷州富蘭克林縣的城市。

## 地理
富蘭克林的座標為42°00′58″N 111°48′11″W / 42.01611°N 111.80306°W，而該地的平均海拔高度為1372米（即4501英尺）。

## 人口
根據2010年美國人口普查的數據，富蘭克林的面積為3.44平方千米，當中陸地面積為3.37平方千米，而水域面積為0.07平方千米。當地共有人口641人，而人口密度為每平方千米186.34人。